# Kippel
Kippel is een gemeente en plaats in het Lötschental aan de oevers van de Lonza, in Zwitserse kanton Wallis, en maakt deel uit van het district Westlich Raron.
Kippel telt 364 inwoners.